# Mildrette Netter
Mildrette Netter (* 16. Juni 1948 in Greenview) ist eine ehemalige US-amerikanische Leichtathletin und Olympiasiegerin.

## Sportkarriere
Die zu diesem Zeitpunkt noch nahezu unbekannte Studentin der Alcorn State University Netter wurde bei den US-amerikanischen Ausscheidungswettkämpfen 1968 Vierte im 100-Meter-Lauf und im 200-Meter-Lauf. Daraufhin wurde sie für die 4-mal-100-Meter-Staffel bei den Olympischen Spielen 1968 in Mexiko-Stadt nominiert. Dort erzielte die US-amerikanische Mannschaft in der Vorrunde mit 43,4 Sekunden (elektronische Zeitnahme: 43,50 Sekunden) einen neuen Weltrekord. Im Finale gewann sie in der Aufstellung Barbara Ferrell, Margaret Bailes, Mildrette Netter und Wyomia Tyus die Goldmedaille vor den Stafetten aus Kuba und der Sowjetunion. Dabei verbesserte sie den Weltrekord auf 42,8 Sekunden (elektronische Zeitnahme: 42,88 Sekunden).
Als einzige verbliebene Läuferin der Mannschaft von 1968 trat Netter bei den Olympischen Spielen 1972 in München wieder in der Staffel an und erreichte dieses Mal den vierten Rang.